# Verdugo (rivière)
Pour les articles homonymes, voir Verdugo.
Le Verdugo est une rivière de Galice, en Espagne, dans la province de Pontevedra,  qui naît dans la commune de Forcarei et se jette dans la ría de Vigo à Ponte Sampaio dans le sud de la commune de Pontevedra. Il fait 47 km de longueur. 
Son principal affluent est l'Oitavén, sur sa rive gauche, à Ponte da Barca. 
Le Verdugo prend sa source à  760 m d'altitude dans la région de  Cernadelo, située dans Outeiro Grande dans la commune de Forcarei.